# Futog
Futog (cyr. Футог, węg. Futak) – miasto w Serbii, w Wojwodinie, w okręgu południowobackim, w mieście Nowy Sad. Sąsiaduje z Nowym Sadem. W 2011 roku liczyło 18 641 mieszkańców.